# S12-es személyvonat
Az S12-es személyvonat egy budapesti elővárosi vonat, ami 2013. december 15-e óta közlekedik ezen a néven. A viszonylatszám bevezetésekor éppen tatabányai elővárosi vonat volt, mert csak Oroszlány és Tatabánya között járt, de – visszatérve az évtizeddel korábbi gyakorlathoz – 2016 óta hétköznaponként ismételten Budapest-Déli pályaudvarig közlekedik. A járatok Stadler FLIRT és Bombardier Talent motorvonatokkal közlekednek. A Budapest és Oroszlány között közlekedő járatok vonatszáma  négyjegyű, 44-gyel kezdődik, a csak Tatabánya és Oroszlány között közlekedő járatok 344-gyel kezdődő ötjegyű mellékvonali vonatszámot viselnek.

## Története
A viszonylatszám bevezetésének előzményei 2006-ra vezetnek vissza. A 2006/2007. évi menetrendváltást követően a Budapest–Tatabánya–Oroszlány vonalon az ütemes menetrend bevezetésével Flirt és Talent motorvonatokat közlekedtettek, ezáltal részben sűrítve a Budapest–Tatabánya közötti összeköttetést. 2008 őszén a Tatabánya–Környe közötti szakasz megújult, a tervek szerint egész napos, félóránkénti (a Déli pályaudvart továbbra is részben bekapcsoló) járat indult volna. Ez azonban 2008/2009. évi menetrendben nem valósult meg, sőt a közvetlen budapesti járatok is megszűntek.
2013-ban elkezdték bevezetni a viszonylatjelzéseket a budapesti vasútvonalakon. Az augusztusi próbaüzemet követően december 15-től a Déli pályaudvarra érkező összes vonat S-, G- vagy Z- előtagot (Személy, Gyors, Zónázó) és kétjegyű számból álló utótagot kapott. Utóbbit a vasútvonal számozása alapján, így lett a 2013-as indulásakor még csak a 12-es számú vasútvonalon közlekedő, addig elnevezés nélküli személyvonat S12-es jelzésű. 2016-ban a hétköznapi járatokat az S10-es személyvonat menetrendjével összehangolva meghosszabbították az 1-es vasútvonal mentén egészen Budapest-Déli pályaudvarig. Az összehangolást követően a Tatabánya-Déli pályaudvar szakaszon az S10-es és az S12-es pontosan 30 percenként követi a másikat.
A 12-es (Tatabánya-Oroszlány) vonalon jelenleg (2022) az S12-es az egyetlen menetrend szerinti személyszállító vonat.
A 2020-ban indult budapesti déli körvasút fejlesztésének részeként Kelenföld vasútállomás és Budaörs vasútállomás között egy harmadik vágányt is terveznek építeni, ami lehetővé tenné az S12-es mellett az S10-es személyvonatok sűrűbb közlekedését is. A tervek szerint ezek a "sűrítő" járatok a körvasúton tovább mennének Pestre, illetve tovább Pécel (80a vasútvonal), vagy Gyömrő (120a vasútvonal), vagy Kőbánya-Kispesten és a ferihegyi repülőtéren át Monor (100 vasútvonal) felé is.
2021-2022-es menetrendváltástól a vonatok már hétvégén is közlekednek Budapest és Oroszlány között.
2023-2024-es menetrendváltástól Bánhida és Kecskéd alsó megállóhelyeken a vonatok csak feltételesen állnak meg.

## Útvonala
A kezdetben csak a 12-es vonalon járó vonatot 2016. december 11-étől hétköznapokon meghosszabbították egészen Budapest-Déli pályaudvarig, ahova óránként egyszer, ütemes menetrend szerint (azaz minden óra ugyanazon percében) érkezik, illetve indul. Kora reggel és az esti órákban csak Oroszlány és Tatabánya között közlekedik (utóbbiak viselnek ötjegyű mellékvonali vonatszámot).
| 0  | Budapest-Déli végállomás | 81 | 17, 56, 56A, 59, 59A, 59B, 61 21, 21A, 39, 102, 139, 140, 140A, 221 770 S10 , S30 , G30 , Z30 , S34 , S35 , S40 , G40 , Z40 , S42 , Z42 , IC, InterRégió, személyvonat, sebesvonat |
| 8  | Budapest-Kelenföld       | 74 | 1, 19, 49 8E, 40, 40B, 40E, 53, 58, 87, 87A, 88, 88A, 101B, 101E, 108E, 141, 150, 150B, 153, 154, 172, 173, 187, 188, 188E, 250, 250B, 251, 251A, 251E, 272 689, 691, 710, 712, 715, 720, 722, 724, 725, 727, 731, 732, 734, 735, 736, 760, 762, 763, 764, 767, 770, 774, 775, 778, 779, 798, 799 S10 , G10 , S30 , G30 , Z30 , S34 , S35 , S36 , S40 , G40 , Z40 , S42 , Z42 , G43 , G44 , IC, EC, EN, InterRégió, személyvonat, sebesvonat, gyorsvonat, expresszvonat, |
| 13 | Budaörs                  | 62 | 287, 288 S10 |
| 17 | Törökbálint              | 58 | 88, 88A, 172, 173, 272 756 S10 |
| 22 | Biatorbágy               | 52 | 762, 778, 782 1253, 1254 S10 , G10 |
| 27 | Herceghalom              | 48 | 1251, 1253, 1254 S10 |
| 32 | Bicske alsó              | 43 | S10 , G10 |
| 35 | Bicske                   | 41 | 702, 760, 784, 8011, 8106, 8120, 8128, 8181, 8432, 8435, 8437 S10 , G10 , InterRégió |
| 39 | Szár                     | 35 | 8435 S10 |
| 43 | Szárliget                | 32 | 8435, 8436, 8437 S10 |
| 48 | Alsógalla                | 26 | 3A, 8, 8L, 8S, 9, 9D, 53B, 57, 59, 59I S10 , G10 |
| 60 | Tatabánya                | 23 | 1, 1D, 1G, 2, 5, 5P, 6, 9, 9D, 10, 11, 15, 16, 26, 26R, 50, 53I, 55, 57, 59B, 59I, 70 767, 770, 8354, 8400, 8401, 8402, 8403, 8406, 8410, 8411, 8423, 8432, 8435, 8436, 8437, 8441, 8442, 8460, 8462, 8464, 8471, 8479 1628, 1702, 1824, 1841, 1842, 1843, 1844, 1845, 1848, 1850, 1851, 1852 S10 , G10 , IC, InterRégió, EC, EN, gyorsvonat, |
| 64 | Bánhida                  | 18 | 2, 4E 8441, 8442, 8443, 8460, 8462, 8464 1702, 1841, 1845, 1852 |
| 70 | Környe                   | 13 | 8441, 8443, 8460, 8462, 8587 1824, 1841, 1845, 1852 |
| 75 | Kecskéd alsó             | 5  | |
| 80 | Oroszlány végállomás     | 0  | Vasútállomás: 1T Posta: 1T, 1Y 770, 8354, 8403, 8442, 8443, 8460, 8462, 8464, 8560, 8562, 8570, 8574, 8587 1257, 1628, 1702, 1842, 1843, 1844, 1845, 1852 |